# Шеврон (знак розрізнення)

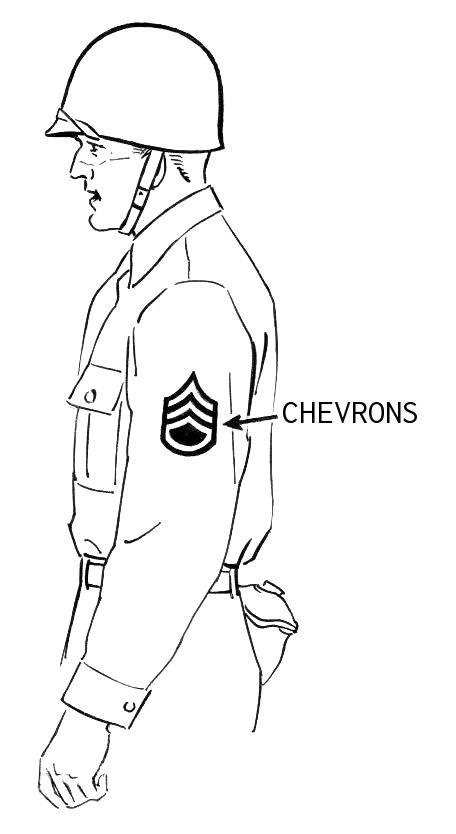
Місце розміщення шеврону на польовій формі одягу військового США.

Шеврон (від фр. chevron, дос. «кроква») — стрічка або смуга у формі Λ або V, повернута самим різним способом.
Нарукавні знаки (емблеми, нашивки) роду військ до шевронів не належать.
Різновиди:
- на рукаві військового однострою, вказують на військове звання, тривалість служби або для визначення "свій-чужий".
- на військовій техніці для визначення "свій-чужий".

## Історія
Будучи однією із головних геральдичних фігур кроква використовується при створенні шляхетських гербів і в міській геральдиці.
Таким чином, вже з середньовіччя, кроква (шеврон) була легко впізнаваним почесним символом. Можливо саме тому, в 1777 році французькі солдати почали носити матерчаті шеврони на рукавах  однострою для позначення тривалості служби солдат та  підофіцерів. Шеврони нашивалися на лівий рукав вище ліктя, один над одним. Один шеврон — прослужившим десять і більше років, два шеврона — п'ятнадцять і більше років, три шеврона — прослужившим двадцять і більше років. 
У полках французької армії, куртки яких мали загострені обшлаги,  шевронами також позначалися підофіцерькі звання капралів та сержантів. А у полках, яки мали гусарську форму одягу, шевронами позначалися також і офіцерські звання.
Під час наполеонівських війн шеврони були запроваджені як в  арміях залежних від Франції країн, так і в країнах антифранцузької коаліції та їх колоніях. 
У 1803 році в британський армії почали використовувати шеврони вістрями вниз як знаки розрізнення нижніх чинів.
У 1817 році Сільванус Тейер, суперінтендант Військової академії США у Вест-Пойнті, вперше використовував шеврони, щоб показати звання курсанта. Звідти вони поширилися на решту армії та морської піхоти.
Шеврони в арміях носять на рукавах або погонах форменого одягу солдатів, курсантів, сержантів, унтерофіцерів — для позначення військових звань, числа років служби для військовослужбовців служби за контрактом.
Зразки шевронів

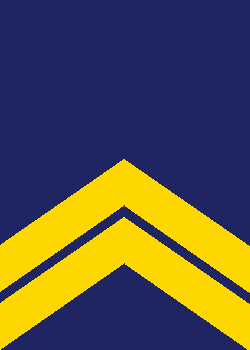
Шеврон старшого сержанта французької армії
Шеврон сержанта британської армії та Королівської морської піхоти
Шеврон рядового 1 класу армії США
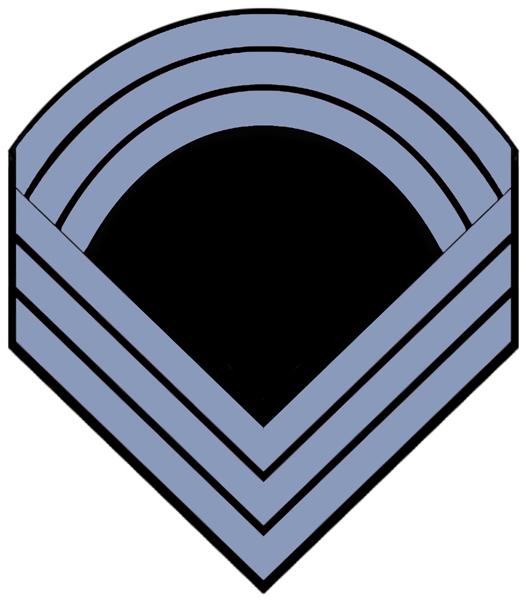
Шеврон сержант-майора армії Конфедеративних Штатів Америки
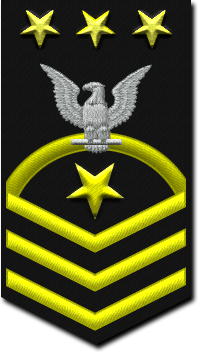
Шеврон майстер чіф-петті офіцера ВМС США
Шеврон рядового 1 класу Корпусу морської піхоти США
Шеврон технік-сержанта ВПС США
Почесний кут старих бійців для найстаріших членів СС